# 1651

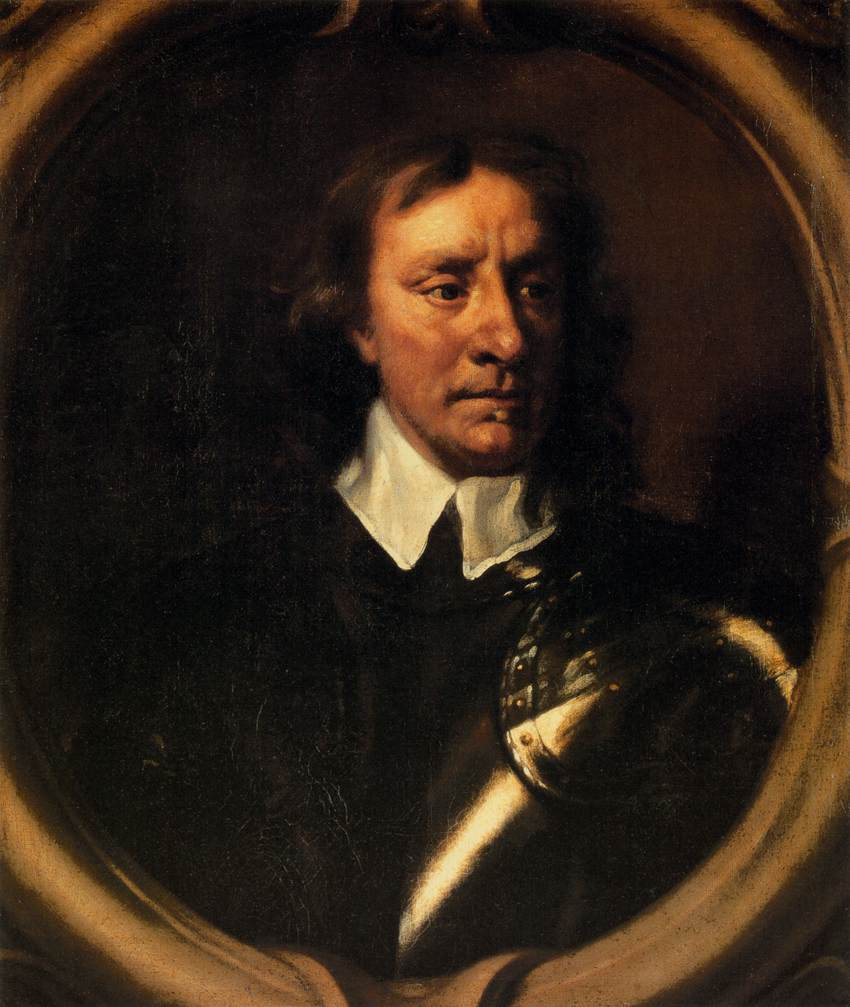
Cromwell

Het jaar 1651 is het 51e jaar in de 17e eeuw volgens de christelijke jaartelling.

## Gebeurtenissen
januari
- 1 - Karel II wordt in Scone gekroond tot koning van Schotland.
- 18 - Begin van de Grote Vergadering te Den Haag. Gedeputeerden van de Zeven Provinciën bespreken de toestand na de plotselinge dood van stadhouder Willem II van Oranje.
- 26 - Dijkdoorbraken op verscheidene plaatsen in de Nederlanden, waarbij vooral de oostelijke gewesten worden getroffen.

februari
- 22 - De eerste van twee stormvloeden die beide Sint-Pietersvloed heten, treft het oostelijk Waddengebied en splijt het eiland Juist doormidden. In de Oost-Friese kustplaatsen vallen duizenden doden.

maart
- 5 - Dijkdoorbraak bij Amsterdam tijdens een stormnacht. Aan de oostkant van de stad breken de Sint Antoniesdijk, Zeeburgerdijk en Diemerzeedijk. Hierdoor overstroomt de polder Watergraafsmeer en komt een groot deel van Amsterdam onder water te staan. Er vallen vijf doden.
- Maarten Tromp bevrijdt in de lente op de Scilly-eilanden Hollandse scheepsgevangenen van de Engelse koningsgezinde admiraal John Grenville. Daarmee is Tromp de Engelse republikeinse admiraal Robert Blake een stap voor.
- Oliver Cromwell stelt een Unie tussen het Engelse Gemenebest en de Republiek voor, onder zijn leiding en naar het model van de regeling voor Schotland. Het alternatief is oorlog.

juni
- 2 - Koning Frederik III van Denemarken geeft een aantal Nederlandse boeren op Amager toestemming zich te vestigen in "Ny Hollænderby" ("Nieuwe Hollandersstad").

augustus
- 21 - Einde van de Grote Vergadering zonder benoeming van een nieuwe kapitein-generaal. Daarmee begint het Eerste Stadhouderloze Tijdperk in de Republiek der Zeven Verenigde Nederlanden.

september
- 27 - Jacob Cats treedt af als raadspensionaris en wordt opgevolgd door Adriaan Pauw.

oktober
- 9 - De Engelse Protector Cromwell ondertekent de Scheepvaartwet. Dit moet het handelstij keren. Sinds de Vrede van Münster hebben de Hollanders een groot deel van de handel op Spanje en het Middellandse Zeegebied overgenomen. De Engelsen beginnen Hollandse schepen lastig te vallen.
- 29 - Christiaan Huygens schrijft als eerste in de geschiedenis natuurkundige formules op. Deze gaven de correcte theorie voor impuls behoud bij botsingen, een verbetering van de botsingswetten van Descartes.

november
- 18 - Johan Lodewijk van Nassau-Ottweiler neemt het regentschap voor zijn broers Gustaaf Adolf van Nassau-Saarbrücken en Walraad van Nassau-Usingen over van hun overleden moeder Anna Amalia van Baden-Durlach.

december
- 24 - De Drommedaris vertrekt van de Rede van Texel met aan boord Jan van Riebeeck. Hij heeft opdracht een verversingsstation te stichten op Kaap De Goede Hoop.

zonder datum
- De Venetiaanse vloot onder Lazzaro Mocenigo weet bij Paros de Turkse vloot op de vlucht de drijven.
- De oom van de overleden stadhouder Joan Wolfert van Brederode onderdrukt Oranjegezinde relletjes in Dordrecht.
- De broers Johan van Nassau-Idstein en Ernst Casimir van Nassau-Weilburg en hun neven Johan Lodewijk van Nassau-Ottweiler, Gustaaf Adolf van Nassau-Saarbrücken en Walraad van Nassau-Usingen gaan onder bemiddeling van hertog Ernst van Saksen-Gotha over tot een verdeling van hun bezittingen, waarmee de verdeling van 29 januari 1629 ongedaan gemaakt wordt. Johan krijgt Idstein, Wiesbaden, Sonnenberg, Wehen, Burgschwalbach en Lahr. Ernst Casimir krijgt Weilburg, Merenberg, Gleiberg, Reichelsheim, Kirchheim, Stauf, Hüttenberg, Cleeberg en Löhnberg. De broers Johan Lodewijk, Gustaaf Adolf en Walraad krijgen samen het graafschap Saarbrücken met Jugenheim en Wöllstein, de helft van het ambt Stockheim, Usingen, Grävenwiesbach, Alt- en Neuweilnau, een deel van Kirberg, een deel van Mensfelden en een deel van Kettenbach met Rückershausen. De drie broers en hun beide ooms blijven Kasteel Nassau, Bad Ems, het graafschap Saarwerden met Herbitzheim en Wadgassen, Homburg, klooster Rosenthal, Ober- en Nieder-Rosbach gezamenlijk bezitten.

## Beeldende kunst

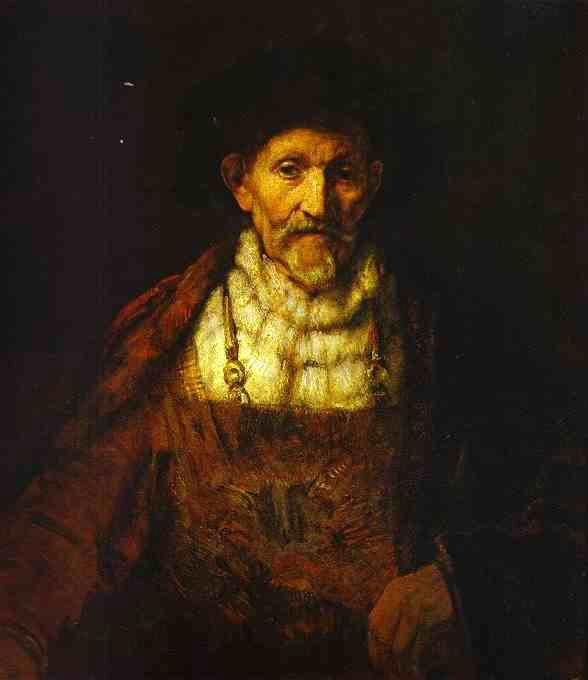
Oude man (1651) Rembrandt van Rijn

## Bouwkunst

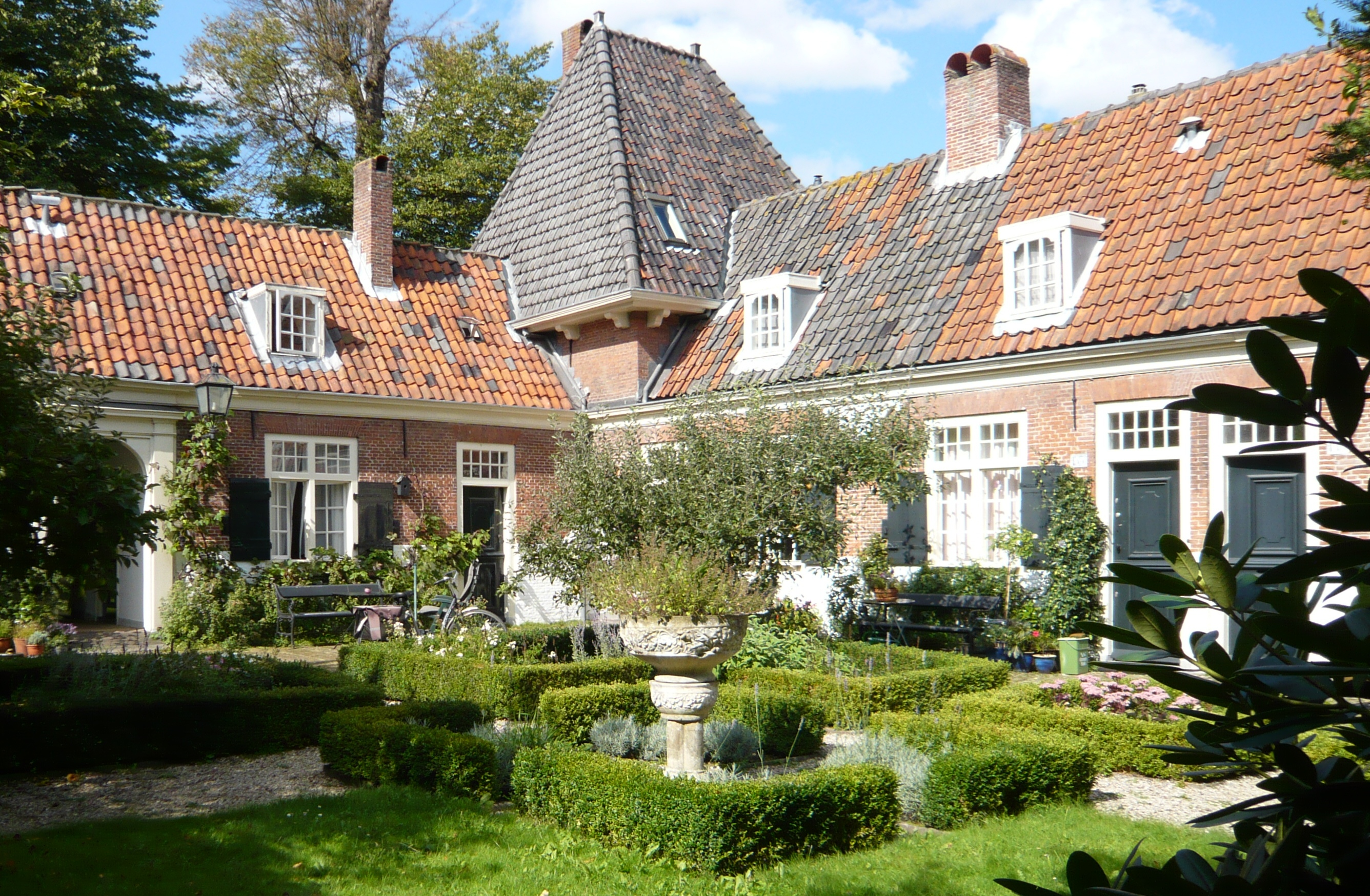
Hofje van Willem Heythuijsen, Haarlem (1651)

## Geboren
maart
- 16 - Hendrik van Deventer, Nederlands orthopedist, gynaecoloog, verloskundige en labadist.

april
- 30 - Johannes Baptist de la Salle, Frans professor, priester en ordestichter (overleden 1719)

november
- 11 - Frederik Hendrik van Nassau-Siegen, Duits graaf, officier in het Staatse leger (overleden 1676)
- 13 - Frederik Lodewijk van Nassau-Ottweiler, graaf van Nassau-Ottweiler (overleden 1728)

zonder datum
- Dirk Boeteman, Nederlands boekdrukker, uitgever en boekverkoper (overleden 1700)

## Overleden
januari
- 27 - Abraham Bloemaert (86), Nederlands kunstschilder

oktober
- 6 - Heinrich Albert (47), Duits componist en dichter

november
- 18 - Anna Amalia van Baden-Durlach (56), regentes van Nassau-Saarbrtryücken

december
- 6 -  Anna Roemers Visscher (68), Nederlands dichteres en glasgraveerster